# Destination Himalaya
Pour plus de détails, voir Fiche technique et Distribution.
Destination Himalaya (히말라야, Himalaya) est un film sud-coréen réalisé par Jeon Soo-il, sorti en 2008.

## Synopsis
Choi, un entrepreneur coréen, part au Népal pour trouver la famille d'un de ses ouvriers, mort dans un accident de travail.

## Fiche technique
- Titre : Destination Himalaya
- Titre original : 히말라야 (Himalaya)
- Réalisation : Jeon Soo-il
- Scénario : Jeon Soo-il
- Photographie : Kim Sung-tai
- Montage : Kim In-soo
- Production : Jeon Soo-il
- Société de production : Show East
- Société de distribution : Zootrope Films (France)
- Pays :  Corée du Sud et  France
- Genre : drame
- Durée : 95 minutes
- Dates de sortie : 
  -  Corée du Sud : octobre 2008 (festival international du film de Busan), 11 juin 2009
  -  France : 24 novembre 2010

## Distribution
- Choi Min-sik : Choi
- Hamo Gurung
- Namgya Gurung : le père de Doruji
- Tsering Kipale Gurung
- Tenjing Sherpa : le fils de Doruji

## Accueil
Jean-Luc Douin pour Le Monde évoque un film « extrêmement peu loquace, [qui] imbrique étroitement son thème avec la performance physique de l'acteur ».

## Distinctions
Le film a été présenté en sélection officielle en compétition au festival international du film de Karlovy Vary.